# The Electric Prunes
The Electric Prunes es una banda estadounidense de rock psicodélico, formada en Los Ángeles, California, en 1965.
Gran parte de la música de la banda era, como lo describió el historiador de música Richie Unterberger, poseída por "un ambiente misterioso y a veces angustiado" y, al principio, consistía principalmente en material de los compositores Annette Tucker y Nancie Mantz, aunque el grupo también escribió sus propias canciones. 
Al incorporar la psicodelia y los elementos del rock electrónico embrionario, el sonido de la banda estuvo marcado por técnicas de grabación innovadoras con guitarras de tonos difusos y efectos de sonido oscilantes. Además, el concepto del guitarrista Ken Williams y el cantante James Lowe de "música de garaje de forma libre" proporcionó a la banda una paleta sonora más rica y una estructura lírica más experimental que muchos de sus contemporáneos. 
La banda firmó contrato con Reprise Records en 1966 y lanzó su primer sencillo, "Ain't It Hard", en la última parte del año. Su primer álbum, The Electric Prunes, incluyó las dos canciones de la banda a nivel nacional, "I Had Too Much to Dream (Last Night)" y "Get Me to the World on Time". Con la aparición de su segundo álbum, Underground, la banda tuvo más libertad para crear su propio material. 
Sin embargo, el grupo original se disolvió en 1968, cuando demostraron ser incapaces de grabar los arreglos innovadores y complejos de David Axelrod en los álbumes Mass in F Minor y Release of an Oath. Ambos álbumes fueron lanzados bajo el nombre de la banda, cuyos derechos eran propiedad de su productor discográfico, David Hassinger, pero fueron interpretados en gran parte por otros músicos. 
Varios de los miembros del grupo original se volvieron a reunir en 1999 y comenzaron a grabar nuevamente. 
La banda todavía se presenta ocasionalmente, aunque el único miembro original restante es el cantante principal James Lowe.

## Discografía
- The Electric Prunes (1967)
- Underground (1967)
- Mass in F Minor (1968)
- Release of an Oath (1968)
- Just Good Old Rock and Roll (1969)
- Artifact (2001)
- California (2004)
- Feedback (2006)
- WaS (2014)